# Hubertus Mynarek
Hubertus Mynarek (ur. 1929 w Strzelcach Opolskich, zm. 7 września 2024) – niemiecki filozof, teolog, religioznawca, krytyk Kościoła katolickiego.

## Życiorys
Studiował teologię, psychologię i filozofię. Do lat 50. mieszkał na Śląsku Opolskim. Od 1958 roku mieszka na stałe w Niemczech. W 1972 odszedł ze stanu kapłańskiego za krytykę ówczesnego papieża Pawła VI. Odebrano mu wówczas misję kanoniczną i pozbawiono stanowiska na katolickim wydziale teologicznym w Uniwersytecie w Bambergu. Jako profesor wykładał na uniwersytetach w Bambergu i w Wiedniu religioznawstwo, filozofię religii oraz teologię fundamentalną.
Znany z krytyki papieża Benedykta XVI (nazwał go „fanatycznym inkwizytorem”), któremu poświęcił w 2007 swą książkę Papst-Entzauberung (Odczarowanie papieża).
Autor książek podejmujących krytykę fundamentalizmu religijnego i katolicyzmu:
- Mystik und Vernunft (Mistyka i rozsądek),
- Eros und Klerus (Eros i kler),
- Denkverbot. Fundamentalismus in Christentum und Islam (Zakaz myślenia. Fundamentalizm w chrześcijaństwie i islamie),
- Jesus und die Frauen. Das Liebesleben des Nazareners (Jezus i kobiety. Miłosne życie Nazarejczyka),
- Zwisches Gott und Genossen (Między Bogiem a towarzyszami)[2].

## Publikacje wydane w Polsce
- Papież Polak. Bilans pontyfikatu, Zgorzelec: Ahriman-International, 2007, ISBN 978-83-917469-3-6.
- Zakaz myślenia. Fundamentalizm w chrześcijaństwie i islamie, Gdynia: Uraeus, 1996, ISBN 83-85732-20-9.
- Jezus i kobiety. Miłosne życie Nazarejczyka, Gdynia: Uraeus, 1995, ISBN 83-85732-23-3.
- Historia jednej młodości na wschodzie Trzeciej Rzeszy, Zgorzelec: Ahriman-International, 2010, ISBN 978-83-917469-3-6.